# Гороженица (Костромская область)
Горожени́ца — деревня в Костромском районе Костромской области. Входит в состав муниципального образования Чернопенское сельское поселение. Находится в пригородной зоне Костромы.

## Географическое положение
Расположена в юго-западной части области в 20 км к югу от центра Костромы.

## История
С 30 декабря 2004 года входит в образованное муниципальное образование Чернопенское сельское поселение, согласно Закону Костромской области № 237-ЗКО.

## Население
| 2008 | 2010 | 2014 |
| ---- | ---- | ---- |
| 0    | →0   | →0   |

## Инфраструктура
Садоводческое товарищество «Сигнал».

## Транспорт
Автодорога с выездом на федеральную трассу Р-132 «Золотое кольцо» (бывшая Р-600 «Кострома-Иваново»).